# Tunnel Records
Tunnel Records ist das hauseigene Label des Tunnel Clubs am Beatles Platz 1 in Hamburg, welches 1993 gegründet wurde. Die ursprüngliche Idee hinter Tunnel Records war es, ein Abbild der Hamburger Trance- und Technoproduktionen zu zeigen, wofür die Compilation St.Pauli Dance Core veröffentlicht wurde.
Weiter werden über das Label auch Tracks der Produzenten Tunnel Allstars, DJ Dean, Accuface oder auch DJ Yanny veröffentlicht.

## Tunnel Trance Force, DJ Networx
1997 wurde zusammen mit Sony BMG das Projekt Tunnel Trance Force gestartet. Hierbei handelte es sich um einen Sampler, auf dem alle 3 Monate Tracks veröffentlicht wurden. Im Jahr 2014 erschien mit der 71. Ausgabe die letzte Compilation. Es folgten darauf die DJ-Networx-Serie mit etwas härterem Sound.